# 고대 그리스 천문학

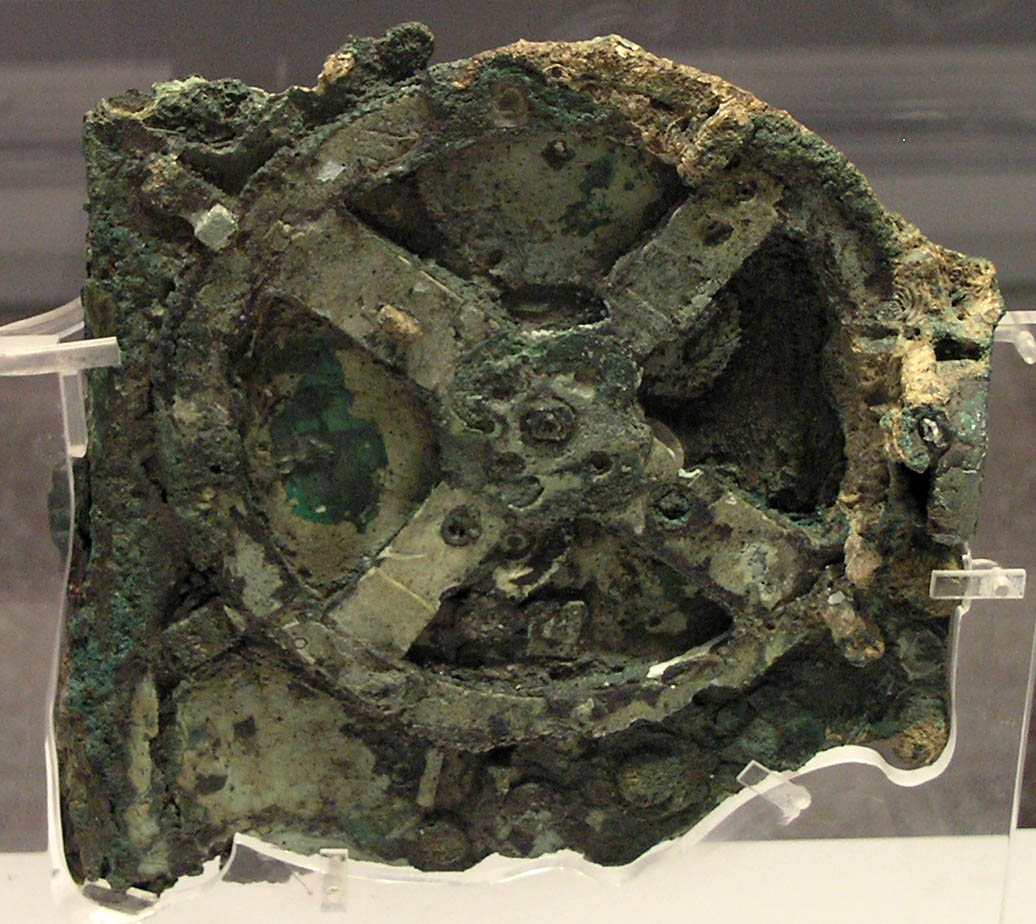
안티키티라 기계는 기원전 150~100 사이에 천체의 위치를 계산하기 위해 고안된 아날로그식 컴퓨터였다.

고대 그리스 천문학은 고대 그리스 시대에 그리스어로 쓰여진 천문학을 일컫는다. 그리스 천문학은 고대 그리스, 헬레니즘, 그리스-로마와 고대 후기 시대의 천문학을 포함한다. 알렉산더의 정복에 따라 그리스어가 헬레니즘 세계 전체에 걸쳐 학문의 언어로 자리 잡으면서 고대 그리스 천문학은 지리적으로 그리스 혹은 그리스 민족에 국한되지 않는다. 그리스와 로마 시대에 그리스 천문학자들과 비그리스 천문학자들의 연구는 대부분 무사이움(Musaeum)과 이집트의 알렉산드리아 도서관에서 이루어졌다.
그리스와 고대 그리스 시대의 천문학자들에 의한 천문학의 발전은 천문학의 역사에서 역사학자들에게 중요한 단계로 간주된다. 그리스 천문학은 처음부터 천체 현상에 대한 합리적이고 물리적인 설명을 추구하는 특징이 있었다. 많은 별과 소행성, 행성의 이름이 그리스 천문학에서 파생되었던 것처럼, 북반구의 별자리의 대부분은 그리스 천문학에서 파생되었다. 그리스 천문학은 이집트, 그리고 특히 바빌로니아의 천문학에서 특히 영향을 받았다. 마침내, 그리스 천문학은 인도, 아랍 이슬람권과 서유럽의 천문학에 영향을 미쳤다.

## 고대 그리스 천문학

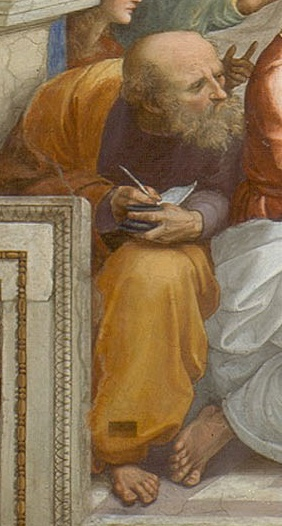
아낙시만드로스(Anaximander)

식별 가능한 별과 별자리에 대한 언급은 남아 있는 그리스 문헌 중에 가장 오래된 호메로스와 헤시오도스의 글에 나타난다. 일리아드와 오디세이에서, 호메로스는 다음과 같은 천체를 언급한다.
- 목동 자리
- 하이아데스 성단
- 오리온 별자리
- 플레이아데스 성운
- 시리우스, 큰개자리
- 큰곰자리

헤시오도스는 기원전 7세기 초에 그의 시(詩)적 달력 "노동과 나날"에 아크투루스를 추가하였다. 호메로스와 헤시오도스 둘 다 과학적인 업적을 남기지는 않았지만, 그들은 "바다와 강"으로 둘러 쌓인 평평한 지구라는 기초적인 우주론에 영감을 주었다. 어떤 별들은 뜨고 진다(그리스 사람들의 관점에서 바다 속으로 사라지는 별들). 그러나 다른 별들은 계속 볼 수 있다. 그 해의 특정 시간이 되면 어떤 별들은 일출이나 일몰 때 뜨기도 하고 지기도 한다.
BC 6~5세기, 우주에 대한 추측들은 소크라테스 이전의 철학에서 흔하였다. 아낙시만드로스(610 BC~546 BC)는 불의 고리에 둘러싸여 있고 우주의 중심에 고정된 원통형 지구 모형을 묘사하였다. 피타고라스 학파 필롤라오스(480 BC~405 BC)는 아직 관측되지 않은 중심의 화염을 도는 10개의 천체인, 별, 행성들, 지구, 대지구(반대쪽 지구)로 우주를 설명하였다. 이러한 언급들은 기원전 6세기부터 5세기까지의 그리스 사람들이 행성의 존재를 인식하고 있었으며, 우주의 구조에 대해 추측하였다는 것을 보여준다.

### 초기 그리스 천문학에서의 행성
영어로 행성을 의미하는 'Planet'은 고대 천문학자들이 일정한 빛이 다른 별들과 관련된 하늘을 가로질러 이동하는 방법에 주목하여 그리스어로 "방랑자"를 의미하는 단어인 플라네테스(πλανήτης)에서 비롯된다. 수성, 금성, 화성, 목성, 토성의 다섯 행성은 육안으로 볼 수 있다. 때로는 태양과 달도 추가하여 총 7개가 된다. 행성들이 태양에 접근할 때 때때로 사라지기 때문에 5개 모두를 관측하려면 세심한 주의가 요구된다. 금성의 관측은 간단하지 않다. 초기 그리스인들은 아침의 금성을 '포스포로스'(Phosphorus)라 칭하고 저녁의 금성을 '헤스페로스'(Hesperus)라 칭하며 다른 천체라고 생각하였다. 나중에는 결국 두 대상을 하나의 행성으로 인식하게 되었다. 피타고라스가 이러한 인식에 믿음을 더해주었다.

## 달력
많은 고대 달력들은 태양이나 달의 주기를 바탕으로 한다. 고대 그리스 달력은 이러한 주기들을 통합하였다. 두 주기에 기반한 태양력은 어렵다. 일부 그리스 천문학자들은 일식 주기에 따른 달력을 만드는 작업을 하였다.

## 에우독소스 천문학

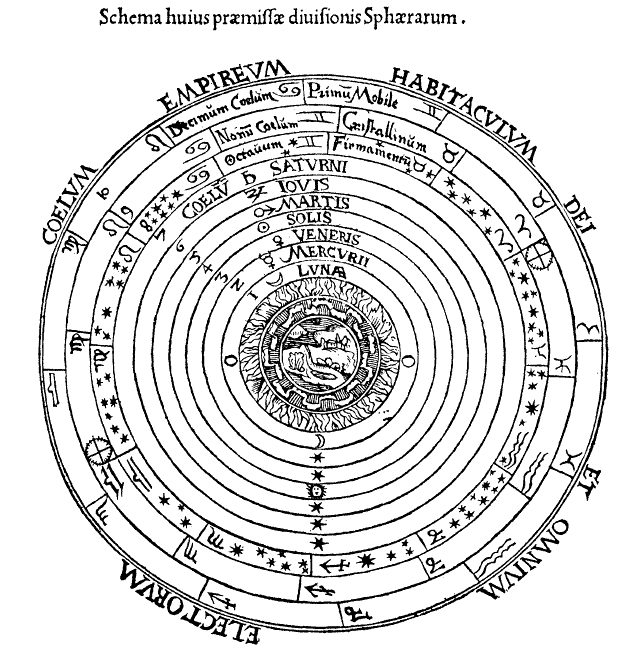
르네상스시대에 만들어진 두 구 모델의 판화.

초기 그리스에서 천문학은 수학의 한 갈래였다. 천문학자들은 천체의 운동을 모방할 수 있는 기하학적 모형을 만들기 위해 노력하였다. 이러한 전통은 4개의 수리 학문(산술, 기하, 음악과 함께) 사이에 천문학을 배치한 피타고라스 학파에서 시작되었다. 4개의 학문을 구성하는 수에 대한 연구는 나중에 중세 대학의 교양과목의 4과(Quadrivium)로 불리게 되었다.
플라톤(427 BC~347 BC)이 창조적인 수학자는 아니었지만, 그는 "국가"에서 철학 교육에 대한 기초로써 4과를 포함시켰다. 그는 그리스 천문학의 체계를 개발하기 위해 젊은 수학자, 에우독소스(410 BC~347 BC)를 독려하였다. 현대 과학사학자 데이비드 린드버그는
"우리는 그들의 연구에서 (1)별에서 행성 문제로의 이동, (2)별과 행성들의 현상을 나타내기 위한 ‘두 구 모형(two-sphere model)’이라는 기하학적 모형의 개발, 행성의 관측을 설명하기 위해 고안된 이론을 관리하는 기준의 수립을 발견할 수 있다."라고 말하였다.
두 구 모형은 우주를 중심에 있고 움직이지 않는(달 궤도 영역) 구형 지구와 지구를 중심으로 하는 구형 하늘 영역(에테르로 구성된 여러 개의 회전하는 구), 이 두 가지 구역으로 나눈 지구중심모형이다.
우주론에 대한 플라톤의 주요 서적은 "티마이오스"(the Timaeus)와 "국가"(the Republic)이다. 책 속에서 그는 두 구 모형을 설명하고 일곱 개의 행성과 고정된 별을 옮기는 여덟 개의 원 또는 구가 있다고 말하였다. "국가" 속의 "에르 신화"(Myth of Er)에 따르면, 우주는 사이렌(Sirens)과 모이라이(Moirai) 또는 파테스(Fates)로 통칭되는, 필연의 여신의 세 딸이 움직이는 필연의 축(Spindle of Necessity)이다.
심플리키우스(Simplicius)가 기록한 이야기에 따르면(6세기), 플라톤은 그 시대의 그리스 수학자에게 "무엇이 균일하고 등속으로 움직이는 행성의 겉보기 운동을 설명할 수 있는가?"라는 질문을 제기하였다. (quoted in Lloyd 1970, p. 84). 플라톤은 행성의 혼란한 겉보기 운동이 구형지구를 중심으로 하는 등속원운동을 결합하여 설명될 수 있다고 밝혔으며, 4세기에 그러한 생각은 매우 기발한 것이었다.
에우독소스는 각 행성들에 동심구들을 할당하며 도전에 맞섰다. 그는 구의 축을 기울이고, 각각에 공전 기간을 다르게 할당하여 하늘의 외형에 근접할 수 있었다. 따라서 그는 행성의 움직임을 수학적으로 설명하려 한 첫 번째 사람이었다. 그가 쓴 행성에 대한 책인 ‘속도 대하여(On Speeds)’의 내용에 대한 일반적인 개념은 아리스토텔레스의 "형이상학 XII, 8"과 아리스토텔레스의 또 다른 작품인 "하늘로부터"(De caelo)에서 찾을 수 있다. 모든 그의 작품이 소멸되었기 때문에 에우독소스에 대한 지식은 2차적인 출처에서 얻어진 것들이다. 천문학에 대한 아라토스(Aratus)의 시는 에우독소스의 저술이나 테오도시오스의의 "구"(Sphaerics)를 기반으로 하였을 가능성도 있다. 그들은 우리에게 행성 운동뿐만 아니라 구면천문학에 있어서 자신의 저술을 가리킨다.
4세기의 그리스 천문학자인 칼리포스는 에우독소스의 27개의 구(행성구체학에 따르면 에우독소스는 별 5개 때문에 구를 하나 더 포함하였다)에 일곱 개의 구를 추가하였다. 아리스토텔레스는 두 체계를 모두 설명했지만, 외부 집합의 운동을 상쇄하기 위해 구의 각 집합 사이에 "회전하지 않는" 구를 추가할 것을 주장하였다. 아리스토텔레스는 자연적 구조의 이런 물리적 성질에 대해 흥미를 가졌다. 회전하지 않는 행성 없이는 외행 운동이 내행성으로 바뀌기 때문이다.

## 헬레니즘 천문학

### 행성 모형과 관측 천문학
에우독소스 구조는 몇 가지 치명적인 결점을 가지고 있었다. 하나는 정확하게 움직임을 예측할 수 없다는 점이었다. 칼리푸스의 연구는 이 결점을 해결하기 위한 시도였을지도 모른다. 또 다른 문제는 행성의 속도가 변하는 것처럼 보이는 이유를 그의 모형이 설명하지 못한다는 점이다. 세 번째 결함은 지구에서 볼 때 행성의 밝기 변화를 설명할 수 없다는 점이다. 중심이 같은 구체이기 때문에 행성은 항상 지구에서 같은 거리를 유지해야 할 것이다. 이 문제는 이전에 아우톨리코스(??? ~310 BC)가 지적하였다.
아폴로니오스(262 BC~190 BC)는 행성의 거리와 속도를 변화시킬 수 있는 두 개의 새로운 메커니즘(편심종원(eccentric deferent), 종원(deferent)과 주전원(epicycle))을 도입하여 대응하였다. '종원'은 지구 주위의 행성을 운반하는 원이다. (deferent라는 단어는 라틴어에서 ‘옮기다’를 뜻하는 ferro, ferre에서 유래되었다.) 편심종원은 중심이 지구에서 약간 벗어나 있다. 종원과 주전원 모형에서 종원은 행성을 운반하는 작은 원인 주전원을 운반한다. 아폴로니오스의 정리가 보여주듯이 종원과 주전원 모형은 편심 모형을 흉내낼 수 있다. 또한 행성이 짧은 시간에 황도를 통과하여 행성이 반대로 움직이는 것처럼 보일 때 생기는 역행을 설명할 수 있다. 현대 천문학 역사가들은 에우독소스의 모형이 전혀 그렇지 못한 모형들과 다르게 일부 행성들의 역행을 대략 가깝게 계산할 수 있다고 판단하였다.
기원전 2세기, 바빌로니아의 천문학자들이 행성 움직임을 놀랍도록 정확하게 예측할 수 있다는 것을 알고 있었던 히파르코스는 그리스 천문학자들이 유사한 수준의 정확성을 달성하였다고 주장하였다. 여하튼 그는 바빌론 사람들의 관측 또는 예측에 대해 접근했고, 그것을 이용하여 더 나은 기하학적 모형을 만드는 데에 사용하였다. 태양에 대하여, 그는 춘분에 대한 관찰을 바탕으로, 태양의 속도와 계절 길이의 차이의 변화에 대해 설명한 간단한 편심 모형을 사용하였다. 달에 대하여, 그는 종원과 주전원 모형을 사용하였다. 그는 나머지 행성에 대한 정확한 모형을 만들 수 없었고, 부정확한 모델을 만든 다른 그리스 천문학자들을 비판할 수 없었다.
히파르코스는 성표를 작성하기도 하였다. 대 플리니우스(Pliny the Elder)에 따르면, 그는 초신성(새로운 별)을 관찰하였다. 그리하여 다음 세대들이 다른 별들이 죽고, 이동하거나 밝기가 변하는지의 여부를 알 수 있도록, 별의 위치와 밝기를 기록하였다. 프톨레마이오스는 히파르코스의 세차 운동 발견과 관련하여 그 표를 언급하였다.(춘분 때의 세차는 지구의 축 이동에 의해 야기되는 황도를 통과하는 춘분 별자리들의 느리게 이동하는 것이다). 히파르코스는 이것이 항성 구의 움직임에 의해 발생한다고 생각하였다.

### 태양 중심설과 우주의 크기

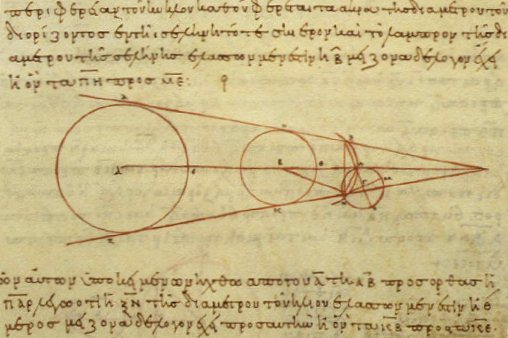
기원전 3세기 태양, 지구, 달(왼쪽부터)의 상대적 크기에 대한 아리스타르코스의 계산(서기 10세기 그리스 사본)

BC 3세기에 아리스타르코스는 우주의 중심에 지구가 아닌, 태양을 가운데 놓는 태양계의 태양 중심 모형인 다른 우주론을 제안하였다.(따라서 그는 '그리스의 코페르니쿠스'로 알려져 있다.) 그의 천문학적 견해는 잘 받아들여지지 않았지만, 어떤 이들에게 일부 참조만 되었다. 아리스타르코스의 추종자는 셀레우쿠스 한 명만이 전해져 내려온다.
아리스타르코스는 그의 유일하게 전해져 내려오는 연구인 "태양과 달의 크기와 그 거리"(the Sizes and Distances of the Sun and Moon)를 썼다. 이 저술에서 그는 지구 반경의 지구부터 태양과 달까지의 거리뿐만 아니라 태양과 달의 크기까지 계산하였다. 얼마 지나지 않아, 에라토스테네스는 아리스타르코스의 계산에서 도출할 수 있는 지구 반지름 값을 제공하여 지구의 크기를 계산하였다. 히파르코스는 태양과 달의 거리와 크기에 대한 또 다른 동명의 책을 썼지만 전해지지 않고 있다. 아리스타르코스와 히파르코스는 모두 지구에서 태양까지의 거리를 과소 측정하였다.

## 그리스 로마와 그 후기의 천문학
히파르코스는 그가 천문학에 정확한 예측의 개념을 도입했기 때문에, 가장 중요한 그리스의 천문학자들 중 하나로 여겨진다. 또한 그는 2세기에 이집트의 알렉산드리아에서 연구를 수행한 수학자, 클라우디우스 프톨레마이오스(Claudius Ptolemy) 이전의 마지막 혁신적인 천문학자였다. 천문학과 점성술에 대한 프톨레마이오스의 작품에는 "Handy Tables, Canobic Inscription, 그 외 사소한 책들뿐만 아니라 "알마게스트", "행성가설", "테트라비블로스"가 있다.

### 프톨레마이오스의 천문학
"알마게스트"는 서양 천문학의 역사에서 가장 영향력 있는 책 중 하나다. 이 책에서 프톨레마이오스는 새로운 수학적 도구인 대심(equant)을 도입하여 히파르코스가 하지 못했던 행성의 운동을 예측하는 방법을 설명하였다. 알마게스트는 이전의 많은 수학자들의 이론, 모델 및 관측을 통합하여 천문학에 포괄적인 해결책을 줬다. 이러한 사실은 당시 무시받고 소멸된 특정 연구들과는 대조적으로 알마게스트가 전해져오고 있는 이유를 설명할 수 있다. 프톨레마이오스는 이 태양 중심의 체계와 티코 브라헤의 체계로 대체될 때까지 표준으로 남아있었던 순서대로 행성을 배치하였다:
1. 달
2. 수성
3. 금성
4. 태양
5. 화성
6. 목성
7. 토성
8. 항성

프톨레마이오스의 다른 수학자의 연구에 대한 의존 정도(특히 히파르코스의 성표에 대한 이용)가 19세기 이후 논란이 되었다. 논란의 시초는 1970년대에 로버트 R. 뉴턴(Robert R. Newton)이 제기하면서부터이다. 그는 "클라우디우스 프톨레마이오스의 범죄"(The Crime of Claudius Ptolemy)에서 프톨레마이오스는 그의 관찰을 날조하고 거짓으로 히파르코스의 성표를 자신의 작품으로 내세웠다고 주장하였다. 뉴턴의 이론은 대부분의 천문학 역사 학자에 의해 받아들여지지 않았다.
고대 후기의 몇몇 수학자들은 "알마게스트"에 테온(Theon)과 그의 딸 히파티아(Hypatia)뿐만 아니라 파푸스(Pappus)를 포함하는 논평을 썼다. 프톨레마이오스의 천문학은 16세기 마라간(Maraghan)의 태양 중심설과 티코 브라헤 체계에 의해 대체될 때까지 중세 서유럽과 이슬람 천문학의 표준이 되었다. 그러나 최근에 발견된 원고는 고대 그리스 점성술사들이 자신들의 계산에 프톨레마이오스 이전의 방법을 계속 사용해온 것이 밝혀졌다.(Aaboe, 2001)

## 인도의 천문학에의 영향

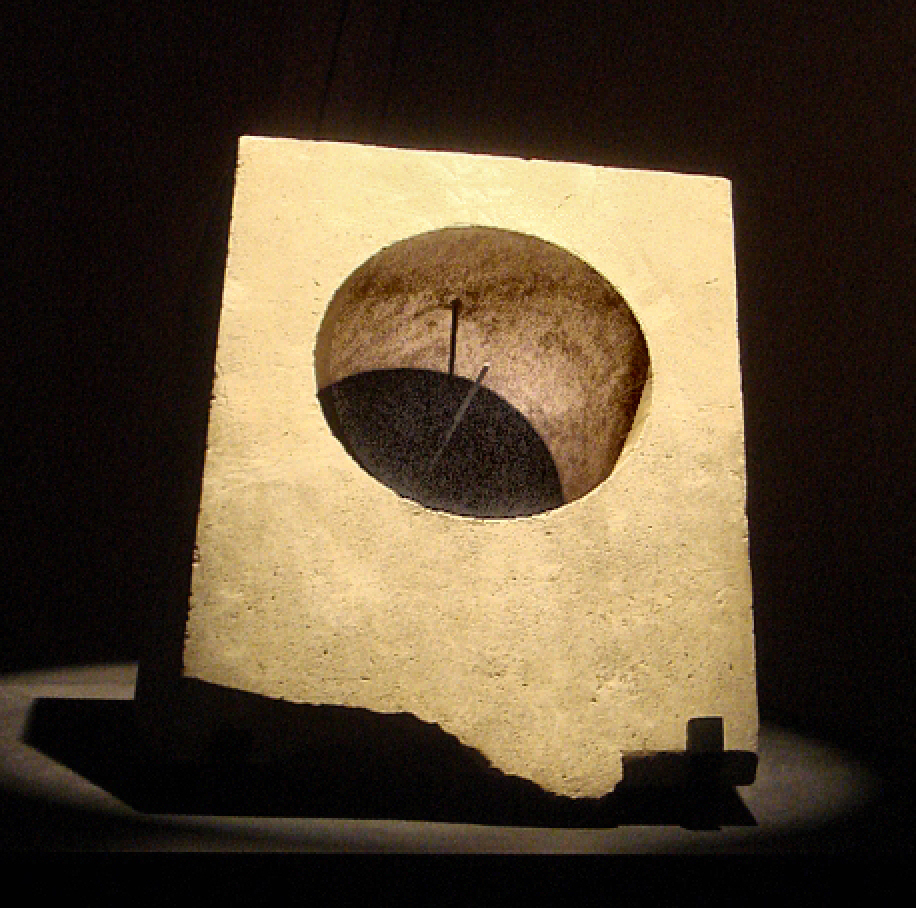
아프가니스탄 아이하눔의 그리스 적도 해시계(기원전 3~2세기)

고대 그리스 천문학은 기원전 3세기부터 인도 근처의 도시 아이하눔에서 실용화된 것으로 알려져 있다. 우자인 지역의 위도에 맞춘 적도 해시계를 포함한 다양한 해시계가 현지 고고학 발굴로 발견되었다. 마우리안 제국과의 상호 교류와 인도-그리스 왕국의 확장에 따라 이 시기에 일부 전파된 것으로 추정된다.
몇몇 그리스-로마 점성술 논문은 또한 동 시대의 처음 몇 세기 동안 인도로 수입된 것으로 알려져 있다. "야바나자타카"("그리스의 금언들")는 서부 사트라프 사카의 왕 루드라다만 1세의 후원하에 2세기 동안 그리스어에서 산스크리트어로 번역되었다. 우자인에 있는 루드라다만의 수도는 "인도에 그리스 점성술과 천문학의 도입을 권장한 사람이 바로 그와 그의 추종자들이라는 것 때문에 인도 천문학의 그리니치와 아랍어와 라틴어 논문의 아린이 되었다."
그 후, 6세기에 "로마카 싯단타"("로마인의 교리") 및 파울리사 싯단타("바울의 교리")는 바라하미히라가 그의 판카-싯단티카("다섯 논문")를 따른 5대 주요 천문학 논문 중 두 개로 여겨졌다. 바라하미라는 브리핫-사미타에 '그리스인들은 부도덕하지만 그들이 과학에서 이룩한 번영과 출충한 인물들은 존경해야 한다'고 썼다." 가르가 사미타는 또한 "그리스인들은 야만인들이지만, 천문학은 그들과 함께 시작되었고 이로 인해 그들은 신처럼 숭배돼야 한다"고 말한다.

## 그리스 천문학의 출처
많은 그리스의 천문학 서적은 이름만 알려져 있거나, 인용 혹은 묘사의 형태로만 알려져 있다. 일부 기초적인 연구들은 주로 수학에 관한 것이 아니거나 학교에서 사용되었기에 전해져 내려올 수 있었다. 이런 분류의 책들에는 유클리드의 "현상"(Phaenomena)과 피타네의 두 개의 저술이 포함된다. 프톨레마이오스 시대 직전에 기록된 세 가지 중요한 서적은 클레오메데스, 게미노스, 스미르나에 의해 쓰여졌다. 대(大) 플리니우스와 비트루비우스 같은 로마인들이 쓴 책들은 그리스 천문학에 대한 몇 가지 정보를 포함하고 있다. 가장 중요한 1차 출처는 알마게스트이며, 이는 프톨레마이오스가 그보다 앞선 많은 연구자들의 작업을 참조했기 때문이다. (Evans 1998, P. 24).

## 고대의 유명한 천문학자
이 목록의 사람들은 문서에 실린 저자들과 더불어 수리 천문학이나 우주론을 연구하기도 한 학자들이다.
- 아나크사고라스(Anaxagoras)
- 아르키메데스(Archimedes)
- 아르키타스(Archytas)
- 아리스타이오스(Aristaeus)
- 아리스틸로스(Aristillus)
- 사모스의 코논(Conon of Samos)
- 데모크리토스(Democritus)
- 엠페도클레스(Empedocles)
- 헤라클레이데스 폰티쿠스(Heraclides Ponticus)
- 히케타스(Hicetas)
- 키오스의 히포크라테스(Hippocrates of Chios)
- 마르코비오스(Macrobius)
- 마르티아노스 카펠라(Martianus Capella)
- 알렉산드리아의 메넬라오스(Menelaus of Alexandria) - 메넬라오스 정리
- 아테네의 메톤(Meton of Athens)
- 파르메니데스(Parmenides)
- 포르피리우스(Porphyry)
- 포시도니우스(Posidonius)
- 프로클로스(Proclus)
- 탈레스(Thales)
- 비시니아의 테오도시오스(Theodosius of Bithynia)

## 같이 보기
- 안티키티라 기계
- 천문학의 역사

## 메모
1. ↑  Thurston, H., Early Astronomy. Springer, 1994. p.2
2. ↑  Krafft, Fritz (2009). 〈Astronomy〉.   Cancik, Hubert; Schneider, Helmuth. 《Brill's New Pauly》.
3. ↑  (Lindberg 1992, p. 90)
4. ↑  "Afghanistan, les trésors retrouvés", p269
5. ↑  "Les influences de l'astronomie grecques sur l'astronomie indienne auraient pu commencer de se manifester plus tot qu'on ne le pensait, des l'epoque Hellenistique en fait, par l'intermediaire des colonies grecques des Greco-Bactriens et Indo-Grecs" (French) Afghanistan, les trésors retrouvés", p269. Translation: "The influence of Greek astronomy on Indian astronomy may have taken place earlier than thought, as soon as the Hellenistic period, through the agency of the Greek colonies of the Greco-Bactrians and the Indo-Greeks.
6. ↑  Pingree, David (1963). “Astronomy and Astrology in India and Iran”. 《Isis》 54 (2): 229–246. doi:10.1086/349703. JSTOR 228540.
7. ↑  "the Pañca-siddhāntikā ("Five Treatises"), a compendium of Greek, Egyptian, Roman and Indian astronomy. Varāhamihira's knowledge of Western astronomy was thorough. In 5 sections, his monumental work progresses through native Indian astronomy and culminates in 2 treatises on Western astronomy, showing calculations based on Greek and Alexandrian reckoning and even giving complete Ptolemaic mathematical charts and tables. Encyclopædia Britannica Source
8. ↑  ":Mleccha hi yavanah tesu samyak shastram idam sthitam
Rsivat te api pujyante kim punar daivavid dvijah
-(Brhatsamhita 2.15)

## 참고 문헌
- Aaboe, Asger H. (2001). 《Episodes from the Early History of Astronomy》. New York: Springer. ISBN 9780387951362.
- Dreyer, John L. E. (1953). 《A History of Astronomy from Thales to Kepler》 2판. New York: Dover Publications. ISBN 9780486600796.
- Evans, James (1998). 《The History and Practice of Ancient Astronomy》. New York: Oxford University Press. ISBN 9780195095395.
- Heath, Thomas L. (1913). 《Aristarchus of Samos》. Oxford: Clarendon Press.
- Lindberg, David C. (1992). 《The Beginnings of Western Science: The European Scientific Tradition in Philosophical, Religious, and Institutional Context, 600 B.C. to A.D. 1450》. Chicago: University of Chicago Press. ISBN 9780226482309.
- Lloyd, Geoffrey E. R. (1970). 《Early Greek Science: Thales to Aristotle》. New York: W. W. Norton & Co.
- Neugebauer, Otto E. (1975). 《A History of Ancient Mathematical Astronomy》. Berlin: Springer. ISBN 9780387069951.
- Newton, Robert R. (1977). 《The Crime of Claudius Ptolemy》. Baltimore: Johns Hopkins University Press. ISBN 9780801819902.
- Pedersen, Olaf (1993). 《Early Physics and Astronomy: A Historical Introduction》 2판. Cambridge: Cambridge University Press. ISBN 9780521403405.
- Revello, Manuela (2013). 《"Sole, luna ed eclissi in Omero", in TECHNAI 4, pp. 13-32》. Pisa-Roma: Fabrizio Serra editore.
- Toomer, Gerald J. (1998). 《Ptolemy's Almagest》. Princeton: Princeton University Press. ISBN 9780691002606.